# Сергиев Посад (станция)
Се́ргиев Поса́д — железнодорожная станция Ярославского направления Московской железной дороги в одноимённом городе Сергиево-Посадского городского округа Московской области. Входит в Московско-Курский центр организации работы железнодорожных станций ДЦС-1 Московской дирекции управления движением. По основному характеру работы является промежуточной, по объёму работы отнесена ко 2 классу.

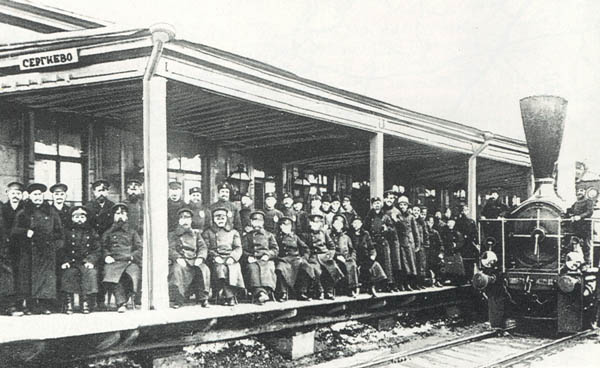
Станция Сергиево, 1862 год. Открытие движения.

Станция была сооружена в 1862 году, электрификация проведена в 1933 г.
На станции три пассажирские платформы: одна боковая, две островных. Переход между ними только по настилам, мостов и подземных переходов нет. Турникеты отсутствуют. В 2014 г. была проведена реконструкция боковой платформы с демонтажем железобетонных конструкций. Теперь новая пассажирская платформа является сооружением из модулей, накрытых сплошным настилом. Бетонным является только основание платформы, все элементы конструкций выполнены из стеклокомпозитных материалов, а вместо асфальтового покрытия или тротуарной плитки применён сверхпрочный экологически чистый материал на основе стекловолокна и полиэфирных смол. В едином стиле из стеклокомпозитных материалов выполнены элементы платформы: ограждения, скамейки для пассажиров и др. В сторону Москвы боковая платформа имеет продолжение в виде низкой платформы для приёма пассажирских поездов дальнего следования.
Является конечной остановкой электропоездов сообщением Москва — Сергиев Посад, а также промежуточным остановочным пунктом для электропоездов сообщением Москва — Александров, Москва — Балакирево. Также со стороны Москвы от станции отходят подъездные пути на нефтеналивную станцию, на завод ЖБИ, и в деревню Тураково.

## Дальнее сообщение по станции
| № поезда                                                            | Маршрут                                   | Подвижной состав                            |
| ------------------------------------------------------------------- | ----------------------------------------- | ------------------------------------------- |
| 101/102, 103/104, 105/106 Москва — Ярославль                        | Москва-Ярославская — Ярославль-Главный    | ЧС7+12 сидячих и 1 купейный вагон           |
| 115/116                                                             | Москва-Ярославская — Северодвинск         |                                             |
| 117/118                                                             | Москва-Ярославская — Архангельск          |                                             |
| 108/107 «Дневной Экспресс»                                          | Москва-Ярославская — Вологда              | ЭП20+купейные, плацкартные и сидячие вагоны |
| 887/888, 897/898, 871/872,873/874. Фирменный экспресс «Фёдор Чижов» | Москва-Ярославская — Александров I        | ЭД4М-0386,390 в ливрее РЭКС                 |
| 661/662 (с 25.03.2021)                                              | Москва-Ярославская — Кинешма              |                                             |
| 927/928 (с 3.06.2023)                                               | Москва-Ярославская — Переславль-Залесский | РА-2                                        |

## Достопримечательности
- Памятник предпринимателю и меценату Савве Ивановичу Мамонтову на привокзальной площади и бюст его отца, сооснователя и директора Московско-Ярославской железной дороги Ивана Фёдоровича Мамонтова в здании вокзала Памятник С. И. Мамонтову на привокзальной площади.

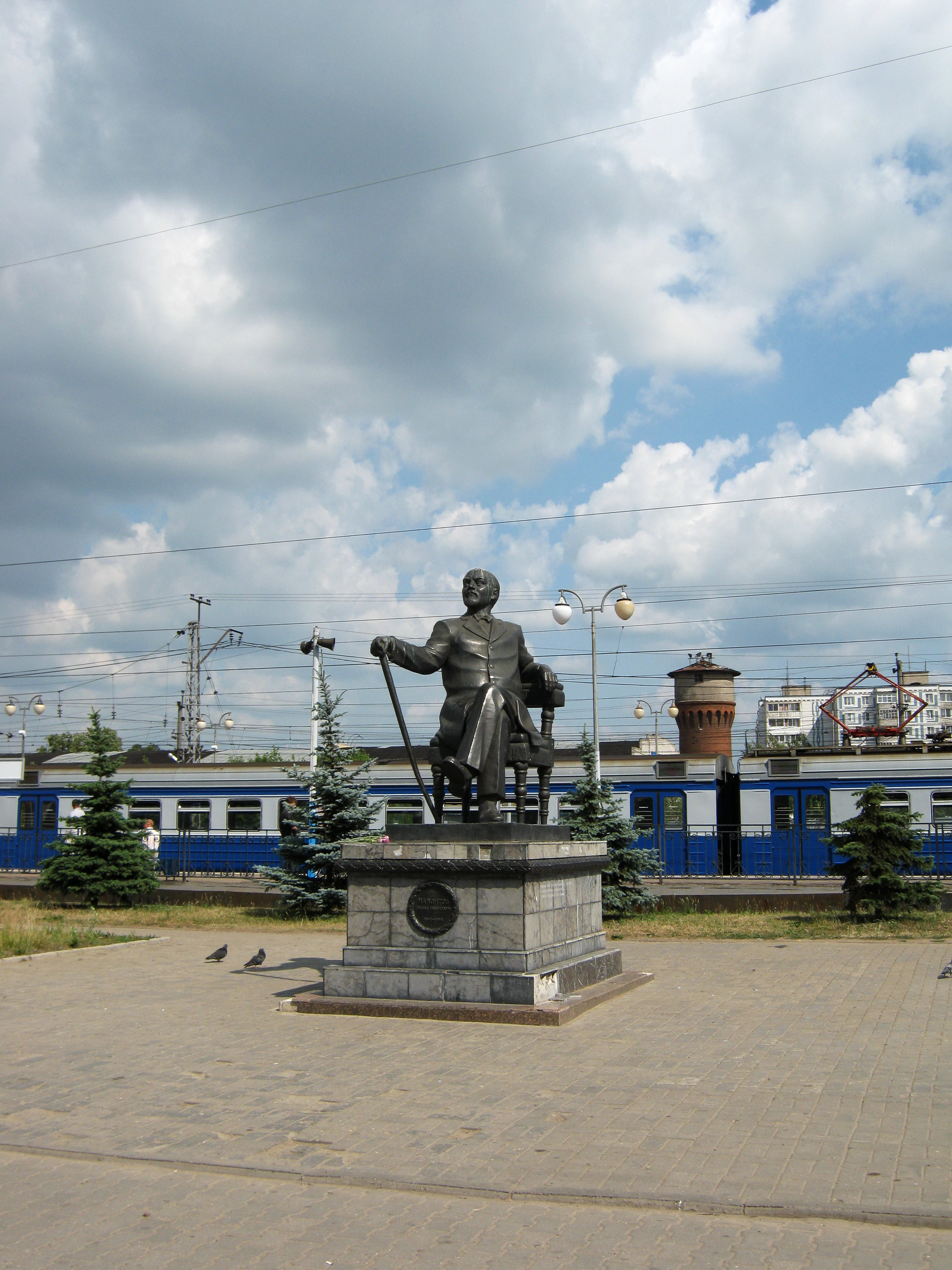
Памятник С. И. Мамонтову на привокзальной площади

## Наземный городской транспорт
На станции можно пересесть на городские и междугородние автобусы, а также на маршрутные такси по городу.
Автобусы:
- 7 Сергиев Посад — микрорайон Ферма,
- 20 Сергиев Посад — Загорские Дали,
- 21 Сергиев Посад — Марьино,
- 22 Сергиев Посад — Зубцово,
- 23 Сергиев Посад — Пересвет,
- 26 Сергиев Посад — Краснозаводск / Возрождение,
- 27 Сергиев Посад — Красный Факел (с. Муханово),
- 28 Сергиев Посад — Жилгородок — Гремячий Ключ,
- 30 Сергиев Посад — Лоза,
- 33 Сергиев Посад — Софрино,
- 35 Сергиев Посад — Самотовино,
- 36 Сергиев Посад — МОССО,
- 37 Сергиев Посад — Шарапово,
- 38 Сергиев Посад — НИИРП,
- 39 Сергиев Посад — Закубежье,
- 40 Сергиев Посад — Садовниково,
- 41 Сергиев Посад — Кучки,
- 42 Сергиев Посад — Реммаш.
- 46/47 Сергиев Посад — Скоропусковский,
- 48 Сергиев Посад — Веригино — Хребтово,
- 49 Сергиев Посад — ГАЭС,
- 50 Сергиев Посад — Гагино,
- 53 Сергиев Посад — Новая Шурма,
- 57 Сергиев Посад — Мостовик,
- 58 Сергиев Посад — ЦРБ — Скоропусковский,
- 63 Сергиев Посад — Дмитров,
- 116 Сергиев Посад — Нагорье,
- 118 Сергиев Посад — Красное Пламя,
- 119 Сергиев Посад — Переславль-Залесский,
- 120 Сергиев Посад — Жуклино,
- 122 Сергиев Посад — Калязин,
- 388: Сергиев Посад — Москва, ст. метро «ВДНХ».

Маршрутные такси
- 1к станция Сергиев Посад — ПМК,
- 16к ТЦ «Капитолий» — микрорайон Ферма,
- 80к ТЦ «Капитолий» — микрорайон Ферма,
- 74к ТЦ «Капитолий» — Семхоз,
- 76к ТЦ «Капитолий» — станция Сергиев Посад.